# لماذا (ألبوم)
لماذا (بالإنجليزية: Why)‏ هو ثاني ألبوم مصغر للفنانة الموسيقية الكورية كيم تاي يون. أصدر الألبوم في 28 يونيو 2016 بواسطة إس إم إنترتينمنت وبإنتاج إي سو مان. ويتكون الألبوم من 7 أغاني بالإضافة إلى الأغنية الرئيسية «لماذا»، تعاونت تايون مع العديد من المغنيين مثل دين بأغنية «ستار لايت» وهيويون في أغنية أب أند داون.
تصدر الألبوم بالمركز الأول في مخطط غاون للموسيقى وباع أكثر من 110,000 نسخة وأصبح ثاني أكثر ألبوم مبيعاً في كوريا الجنوبية.
قامت تايون بالترويج للألبوم من 1 يوليو 2017 إلى 5 يوليو في البرامج الموسيقية إنكيغايو وشوو! أوماك جونشيم وقامت كذلك بعمل جولة موسيقية في كوريا الجنوبية بعنوان "Butterfly Kiss" في يوليو وأغسطس 2016.

## قائمة الأغاني
| #  | عنوان         | المدة |
| -- | ------------- | ----- |
| 1. | "Why"         | 3:27  |
| 2. | "Starlight"   | 3:43  |
| 3. | "Fashion"     | 3:12  |
| 4. | "Hands on Me" | 3:48  |
| 5. | "Up & Down"   | 2:53  |
| 6. | "Good Thing"  | 2:57  |
| 7. | "Night"       | 3:13  |

## المخططات
| مخططات (2016)                        | المركز |
| ------------------------------------ | ------ |
| مخطط الألبومات اليابانية (أوريكون)   | 30     |
| مخطط الألبومات الكورية (غاون)        | 1      |
| مخطط الألبومات التايوانية (جي-ميوزك) | 2      |
| أمريكا ورلد ألبومز (بيلبورد)         | 2      |
| أمريكا هيت سيكيرز (بيلبورد)          | 15     |
| أمريكا الألبومات المستقلة (بيلبورد)  | 48     |

| مخططات (2016)                        | المركز |
| ------------------------------------ | ------ |
| مخطط الألبومات الكورية (غاون)        | 19     |
| مخطط الألبومات التايوانية (جي-ميوزك) | 2      |

## المبيعات
| الدولة         | المبيعات |
| -------------- | -------- |
| كوريا الجنوبية | 112,754  |
| اليابان        | 6,234    |

## تاريخ الإصدار
| الدولة         | التاريخ        | الصيغة           | الشركة                                      | مراجع  |
| -------------- | -------------- | ---------------- | ------------------------------------------- | ------ |
| كوريا الجنوبية | 28 يونيو، 2016 | سي دي تحميل رقمي | إس إم إنترتينمنت كي تي ميوزك                | [ 11 ] |
| حول العالم     | 28 يونيو، 2016 | تحميل رقمي       | اس ام إنترتينمنت                            | [ 12 ] |
| تايوان         | 22 يوليو، 2016 | سي دي            | إس إم إنترتينمنت مجموعة يونيفرسال الموسيقية | [ 13 ] |